# Texaco/Havoline 200 1997
Texaco/Havoline 200 1997 var ett race som var den fjortonde deltävlingen i CART World Series 1997, som kördes den 17 augusti på Road America. Alex Zanardi tog sin tredje raka seger, vilket gav honom ett klart grepp om titeln. Paul Tracys dåliga form fortsatte, vilket gjorde att Gil de Ferran kunde ta över andraplatsen i mästerskapet, genom att bli trea bakom Zanardi och Maurício Gugelmin.

## Slutställning
| Plats | Förare                | Team                     | Grid | Kvaltid  |
| ----- | --------------------- | ------------------------ | ---- | -------- |
| 1     | Alex Zanardi          | Chip Ganassi Racing      | 3    | 1.42,546 |
| 2     | Maurício Gugelmin     | PacWest Racing           | 1    | 1.42,379 |
| 3     | Gil de Ferran         | Walker Racing            | 7    | 1.43,160 |
| 4     | Christian Fittipaldi  | Newman/Haas Racing       | 18   | 1.44,670 |
| 5     | Scott Pruett          | Patrick Racing           | 6    | 1.42,797 |
| 6     | Bobby Rahal           | Team Rahal               | 11   | 1.43,568 |
| 7     | Al Unser Jr.          | Marlboro Team Penske     | 14   | 1.43,826 |
| 8     | Jimmy Vasser          | Chip Ganassi Racing      | 13   | 1.43,611 |
| 9     | Richie Hearn          | Della Penna Motorsports  | 24   | 1.46,898 |
| 10    | Juan Manuel Fangio II | All American Racing      | 21   | 1.46,027 |
| 11    | Bryan Herta           | Team Rahal               | 8    | 1.43,220 |
| 12    | Adrián Fernández      | Tasman Motorsports       | 22   | 1.46,043 |
| 13    | Gualter Salles        | Davis/Craig Racing       | 12   | 1.43,569 |
| 14    | P.J. Jones            | All American Racing      | 25   | 1.47,022 |
| 15    | Max Papis             | Team Rahal               | 23   | 1.46,272 |
| 16    | Mark Blundell         | PacWest Racing           | 2    | 1.42,451 |
| 17    | Charlie Nearburg      | Payton/Coyne Racing      | 28   | -        |
| 18    | Greg Moore            | Forsythe Racing          | 10   | 1.43,546 |
| 19    | Arnd Meier            | Payton/Coyne Racing      | 26   | 1.50,587 |
| 20    | Michel Jourdain Jr.   | Payton/Coyne Racing      | 19   | 1.44,843 |
| 21    | Raul Boesel           | Patrick Racing           | 9    | 1.43,452 |
| 22    | André Ribeiro         | Tasman Motorsports       | 16   | 1.44,220 |
| 23    | Parker Johnstone      | Team KOOL Green          | 17   | 1.44,513 |
| 24    | Hiro Matsushita       | Arciero-Wells Racing     | 27   | 1.52,500 |
| 25    | Michael Andretti      | Newman/Haas Racing       | 5    | 1.42,795 |
| 26    | Dario Franchitti      | Hogan Racing             | 4    | 1.42,689 |
| 27    | Patrick Carpentier    | Bettenhausen Motorsports | 20   | 1.45,182 |
| 28    | Paul Tracy            | Marlboro Team Penske     | 15   | 1.44,020 |